# Червень 2008
Червень 2008 — шостий місяць 2008 року, що розпочався у неділю 1 червня та закінчився у понеділок 30 червня.

## Події
- 2 червня — головним тренером футбольного клубу «Інтер» став Жозе Моурінью.
- 8 червня — у місті Єнакієве Донецької області на шахті імені Карла Маркса відбувся вибух.
- 11 червня — Естонія, Греція та Фінляндія ратифікували Лісабонський договір.
- 26 червня — Білл Гейтс, засновник фірми «Microsoft», подав у відставку.
- 28 червня — ритуальне вбивство підлітків у Ярославлі.
- 29 червня — збірна Іспанії з футболу перемогла в чемпіонаті Європи 2008, здобувши перемогу над збірною Німеччини з рахунком 1:0.